# Улица Гидротехников
Улица Гидроте́хников — улица в Калининском районе Санкт-Петербурга. Проходит от Гражданского проспекта до стыка Политехнической улицы и Тихорецкого проспекта.

## История
Название присвоено улице 15 мая 1965 года.

## Пересечения
- Гражданский проспект
- Гжатская улица
- улица Обручевых
- Тихорецкий проспект / Политехническая улица

## Сооружения
- По чётной (южной стороне):

От Гражданского проспекта до Гжатской улицы — гаражи, от Гжатской до Политехнической улицы — территория Политехнического университета.
- По нечётной (северной) стороне:

На углу с Гражданским проспектом — здание ИМОП СПбГПУ, на участке восточнее улицы Обручевых — гаражи, западнее улицы Обручевых — Военная академия связи им. С. М. Будённого,
Ранее южнее современного перекрестка с Гражданским пр. располагалась лютеранская кирха св. Николая немецкой колонии Гражданка, до наших дней не сохранилась.

## Транспорт
- На углу с Политехнической улицей расположена станция метро «Политехническая».
- На всем протяжении улицы проходит троллейбусная линия. До мая 2000 года и зимой 2006—2007 годов по ней ходил троллейбус № 30. Сейчас линия не используется в маршрутном движении.